# 녹유골호
녹유골호<부석제외함>(綠釉骨壺<附石製外函>)는 서울특별시 용산구, 국립중앙박물관에 있는 남북국 시대 신라 때 만들어진 유골을 매장하는데 사용된 뼈 항아리이다. 1967년 6월 21일 대한민국의 국보 제125호로 지정되었다.

## 개요
골호란 불교에서 시신을 화장한 후 유골을 매장하는데 사용된 뼈 항아리로, 삼국시대 후기부터 고려시대까지 성행하였다.
뚜껑에 둥근 꼭지가 달리고 꽃잎모양으로 각이진 화강암으로 된 외함속에서 발견된 이 골호는 몸체와 뚜껑에 녹색유약을 입힌 높이 16cm, 입지름 15.3cm의 통일신라시대 뼈 항아리이다.
몸체에는 도장을 찍듯 점선과, 꽃무늬를 찍어서 가득 채웠다. 골호 중에는 이것처럼 무늬를 찍어서 장식하고 유약을 바른 시유골호(施釉骨壺)가 몇 점 전해지는데, 이 골호는 시유골호 중 가장 뛰어난 작품이다. 

## 한일기본조약
이 뼈단지는 일제강점기 때 서울에 살던 한 일본인이 일본이 패망하기 직전에 일본으로 가져가 도쿄박물관에 소장하고 있던 것을 1966년 5월 한일협정에 따라 되찾아 온 문화재이다.

## 참고 자료
- 녹유골호(부석제외함) - 국가유산청 국가유산포털